# یژووه
یژووه (به لاتین: Jeżowe) یک روستا در لهستان است که در گمینا یژووه واقع شده‌است. یژووه ۵٬۲۰۰ نفر جمعیت دارد.